# Calopogon barbatus
Calopogon barbatus är en orkidéart som först beskrevs av Thomas Walter, och fick sitt nu gällande namn av Oakes Ames. Calopogon barbatus ingår i släktet Calopogon och familjen orkidéer. Inga underarter finns listade i Catalogue of Life.

## Bildgalleri

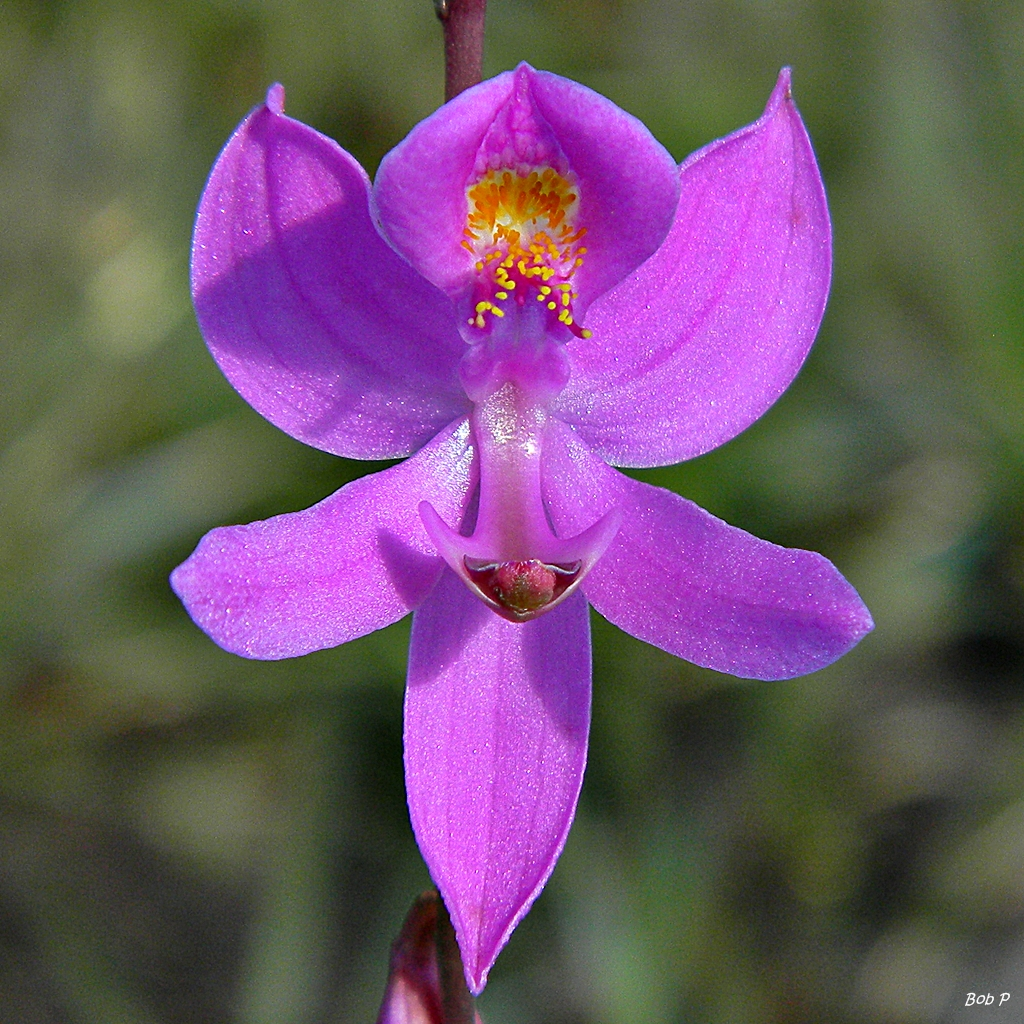
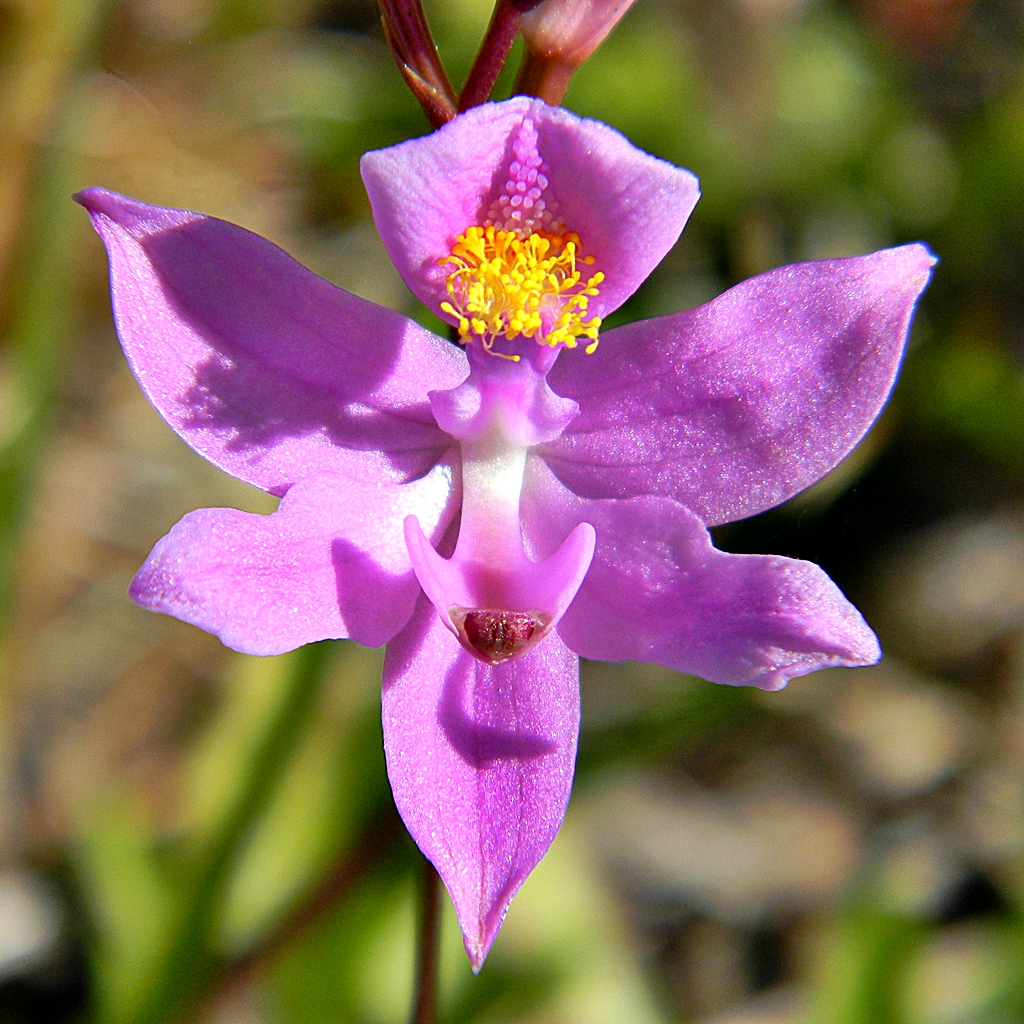
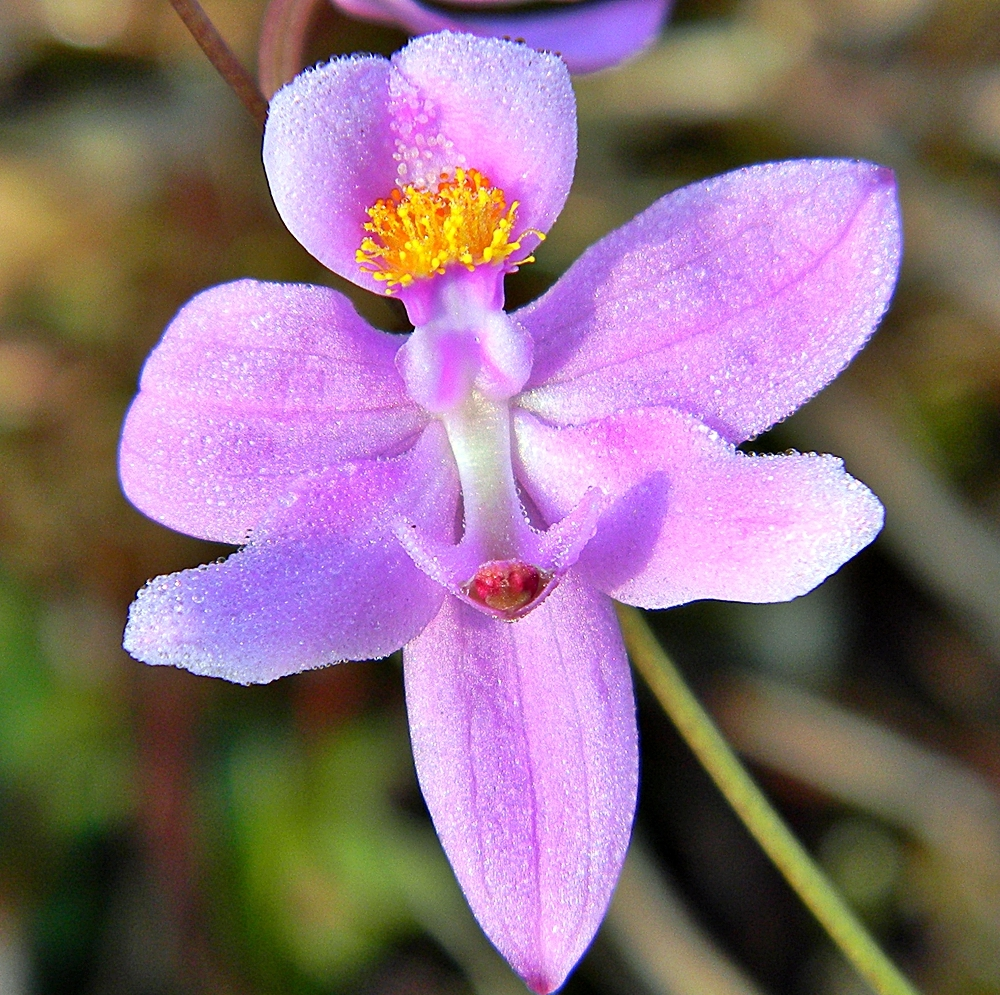
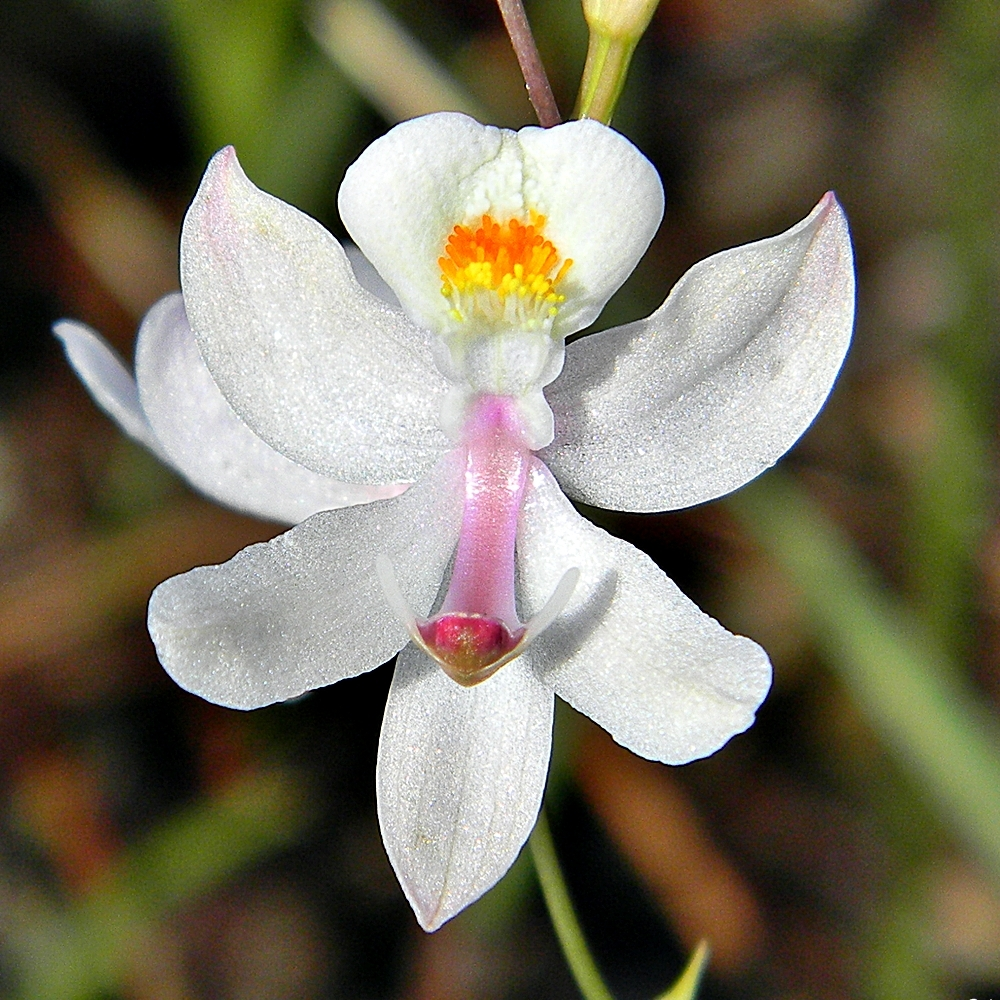